# Pelayos del Arroyo
Pelayos del Arroyo es un municipio y localidad española de la provincia de Segovia, en la comunidad autónoma de Castilla y León. En 2020 contaba con 42 habitantes. Como exclave del término municipal está situada la localidad de Tenzuela municipio independiente hasta 1842.

## Geografía

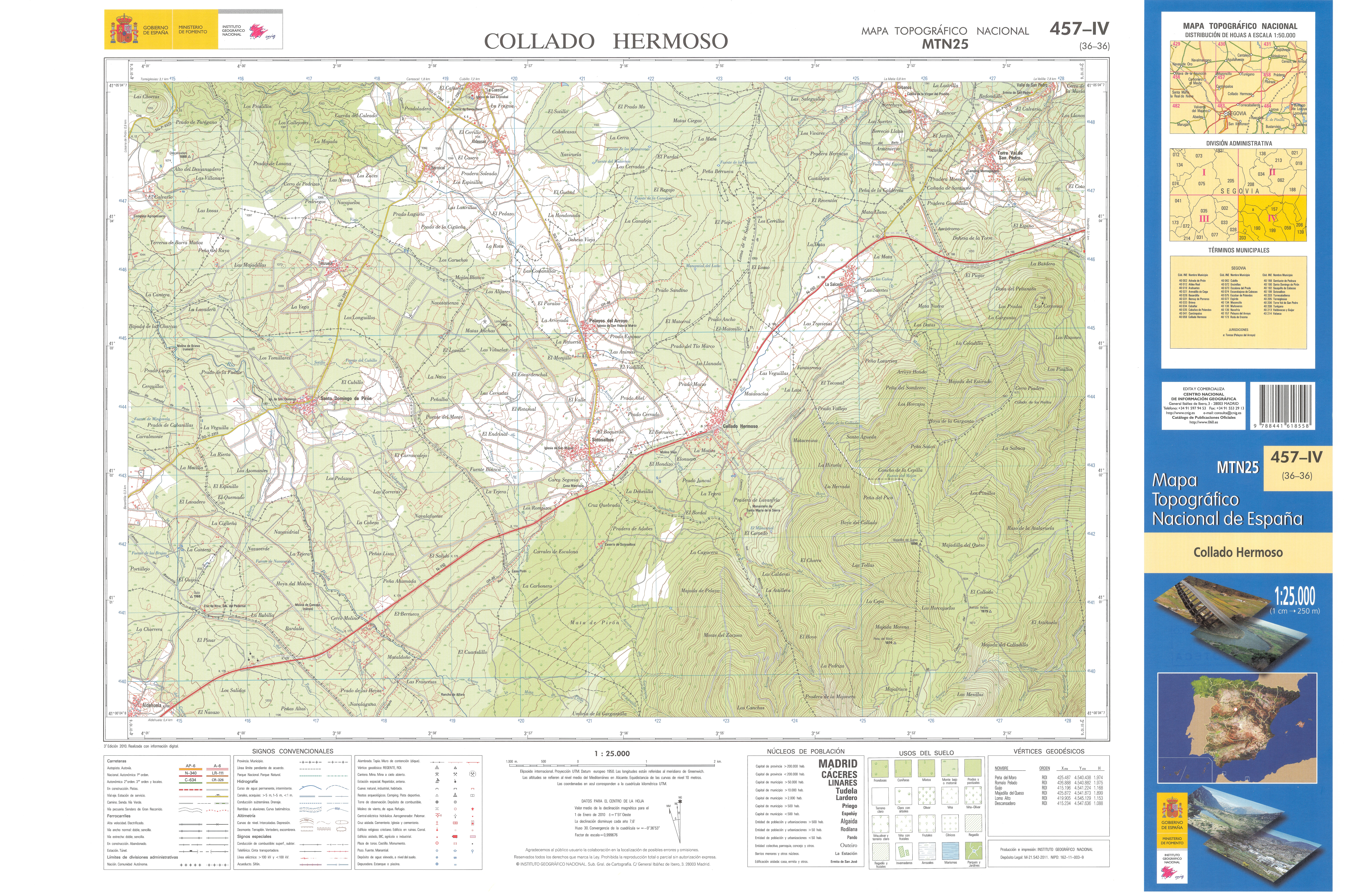
Fragmento de la hoja 457 del Mapa Topográfico Nacional de 2010 en el que se representa parte de Pelayos del Arroyo

| Noroeste: Turégano   | Norte: Turégano | Noreste: Santiuste de Pedraza |
| Oeste: Sotosalbos    |                 | Este: Torre Val de San Pedro  |
| Suroeste: Sotosalbos | Sur: Sotosalbos | Sureste: Collado Hermoso      |

Excluido el enclave de Tenzuela.

## Historia
Hacia 1120, Pelayos del Arroyo pertenecía al dominio territorial de la catedral de Segovia por donación de su concejo al obispo Pedro de Agen.
En 1220 la población se llamaba Pelaios y en 1826 toma el calificativo del Arroyo. Se supone que su nombre proviene del encargado de repoblar la población en la Edad Media. Perteneció al Obispado de Segovia, que lo vendió al Álvaro de Zúñiga y Pérez de Guzmán (Duque de Béjar) tras la Guerra de las Comunidades de Castilla (1520 - 1522).
Hasta la reforma de la nomenclatura municipal de 1916 el municipio se llamaba simplemente Pelayos. En dicha fecha su nombre fue modificado por el de Pelayos del Arroyo.

## Demografía
Cuenta con una población de 48 habitantes (INE 2024).
| Gráfica de evolución demográfica de Pelayos del Arroyo entre 1842 y 2021 |
| |
| Población de derecho según los censos de población del INE Población de hecho según los censos de población del INEEn estos censos se denominaba Pelayos: 1842, 1857, 1860, 1877, 1887, 1897, 1900 y 1910 Entre el censo de 1857 y el anterior, crece el término del municipio porque incorpora a 405042 (Tenzuela) |

| 51            | 55 | 44 | 60 | 60 | 60 | 70 | 70 | 67 | 51 | 46 | 42 | 52 | 46 |
| (Fuente: INE) |    |    |    |    |    |    |    |    |    |    |    |    |    |

## Administración y política
| Periodo   | Nombre                          | Partido   |
| --------- | ------------------------------- | --------- |
| 1979-1983 | Mariano Robledo Ayuso           | UCD       |
| 1983-1987 | Mariano Robledo Ayuso           | AP-PDP-UL |
| 1987-1991 | Mariano Robledo Ayuso           | PDP       |
| 1991-1995 | Mariano Robledo Ayuso           | PP        |
| 1995-1999 | Máximo Robledo Ayuso            | PP        |
| 1999-2003 | Máximo Robledo Ayuso            | PP        |
| 2003-2007 | Pedro Gala Campos               | PSOE      |
| 2007-2011 | Begoña García Marinas           | PSOE      |
| 2011-2015 | Francisco Javier Rodríguez Sanz | PP        |
| 2015-2019 | Francisco Javier Rodríguez Sanz | PP        |
| 2019-2023 | Francisco Javier Rodríguez Sanz | PP        |
| 2023-act. | Francisco Javier Rodríguez Sanz | PP        |

## Cultura

### Patrimonio
- La iglesia parroquial, dedicada a San Vicente Mártir, es un ejemplo de románico rural segoviano y se construyó entre los siglos XII y XIII. Fue reformada repetidas veces, incluyéndose una espadaña en el ábside original. Cuenta con restos de pinturas murales, un retablo barroco y destacados capiteles, así como una notable portada;
- Molino de agua;
- Potro de Herrar.[7]

### Fiestas
- Dulce Nombre de María, el segundo fin de semana del mes de septiembre;
- San Antonio, el 13 de junio;
- San Vicente, antes en enero y desde hace poco el tercer fin de semana de julio;
- Cocido Solidario, con un rastrillo organizado por asociaciones y ONG con fines solidarios[8]

### Leyenda del Tuerto Pirón
El Tuerto de Pirón era un bandolero nacido en la localidad vecina de Santo Domingo de Pirón. Fernando Delgado Sanz, apodado el Tuerto de Pirón, robaba a los ricos, asaltaba iglesias y caminos, uno de sus asaltos más legendarios y complejos fue el de la iglesia de Tenzuela, actualmente perteneciente a Pelayos del Arryo.